# رون مورغان (لاعب كرة قدم أسترالية)
رون مورغان (بالإنجليزية: Ron Morgan)‏ هو لاعب كرة قدم أسترالية أسترالي، ولد في 21 ديسمبر 1931، وتوفي في 28 مارس 2013.

## وصلات خارجية
- رون مورغان على موقع AustralianFootball.com (الإنجليزية)
- رون مورغان على موقع AFLtables.com (الإنجليزية)